# Apataniana stropones
Apataniana stropones är en nattsländeart som beskrevs av Malicky 1993. Apataniana stropones ingår i släktet Apataniana och familjen Apataniidae. Inga underarter finns listade i Catalogue of Life.